# Joaquim Ibrańez-Arellando
Joaquim Ibrańez-Arellando, född 12 januari 1929 i Perpignan, Katalonien, är en spansk-svensk målare och grafiker.
Ibranez-Arellando studerade vid flera olika konstskolor i Barcelona. Han har medverkat i Konstfrämjandets utgivning med litografier. Ibranez-Arellando är representerad vid Statens konstråd och i ett flertal kommuner och landsting.